# Bicono

Imagen de un bicono

En geometría, un bicono o dicono (de en latín: bi- y griego: di-, ambos significan "dos") es la superficie de revolución tridimensional formada por un rombo alrededor de uno de sus ejes de simetría especular. De manera equivalente, un bicono es la superficie creada al unir dos conos circulares rectos  congruentes por sus bases.
Un bicono tiene simetría esférica y simetría bilateral ortogonal.

## Geometría
Para un bicono circular con radio R y altura desde el centro hasta la parte superior H, la fórmula para el volumen se convierte en
{\displaystyle V={\frac {2}{3}}\pi R^{2}H.}
Para un bicono circular recto, el área de la superficie es
{\displaystyle SA=2\pi RS\,} donde {\displaystyle S={\sqrt {R^{2}+H^{2}}}} es la longitud de la generatriz del cono.
Ambas fórmulas se deducen directamente de duplicar las correspondientes al cono.

## Aplicaciones
Biconos y bipirámides se utilizan para asociar recintos convexos en tres dimensiones a circunferencias y polígonos respectivamente.

## Otrosbi-poliedros
El bicono es el caso límite de una bipirámide cuando su número de lados tiende a infinito:
| Nombre de la bipirámide      | Bipirámide digonal | Bipirámide triangular (véase: J12) | Octaedro (véase: O) | Bipirámide pentagonal (véase: J13) | Bipirámide hexagonal | Bipirámide heptagonal | Bipirámide octogonal | Bipirámide | Bipirámide decagonal | ...                 | Bipirámide apeirogonal |
| ---------------------------- | ------------------ | ---------------------------------- | ------------------- | ---------------------------------- | -------------------- | --------------------- | -------------------- | ---------- | -------------------- | ------------------- | ---------------------- |
| Imagen del poliedro          |                    |                                    |                     |                                    |                      |                       |                      |            |                      | ...                 |                        |
| Imagen del poliedro esférico |                    |                                    |                     |                                    |                      |                       |                      |            |                      | Imagen del teselado |                        |
| Configuración de vértices    | V2.4.4             | V3.4.4                             | V4.4.4              | V5.4.4                             | V6.4.4               | V7.4.4                | V8.4.4               | V9.4.4     | V10.4.4              | ...                 | V∞.4.4                 |
| Diagrama de Coxeter-Dynkin   |                    |                                    |                     |                                    |                      |                       |                      |            |                      | ...                 |                        |